# 蘇格蘭闊刃大劍

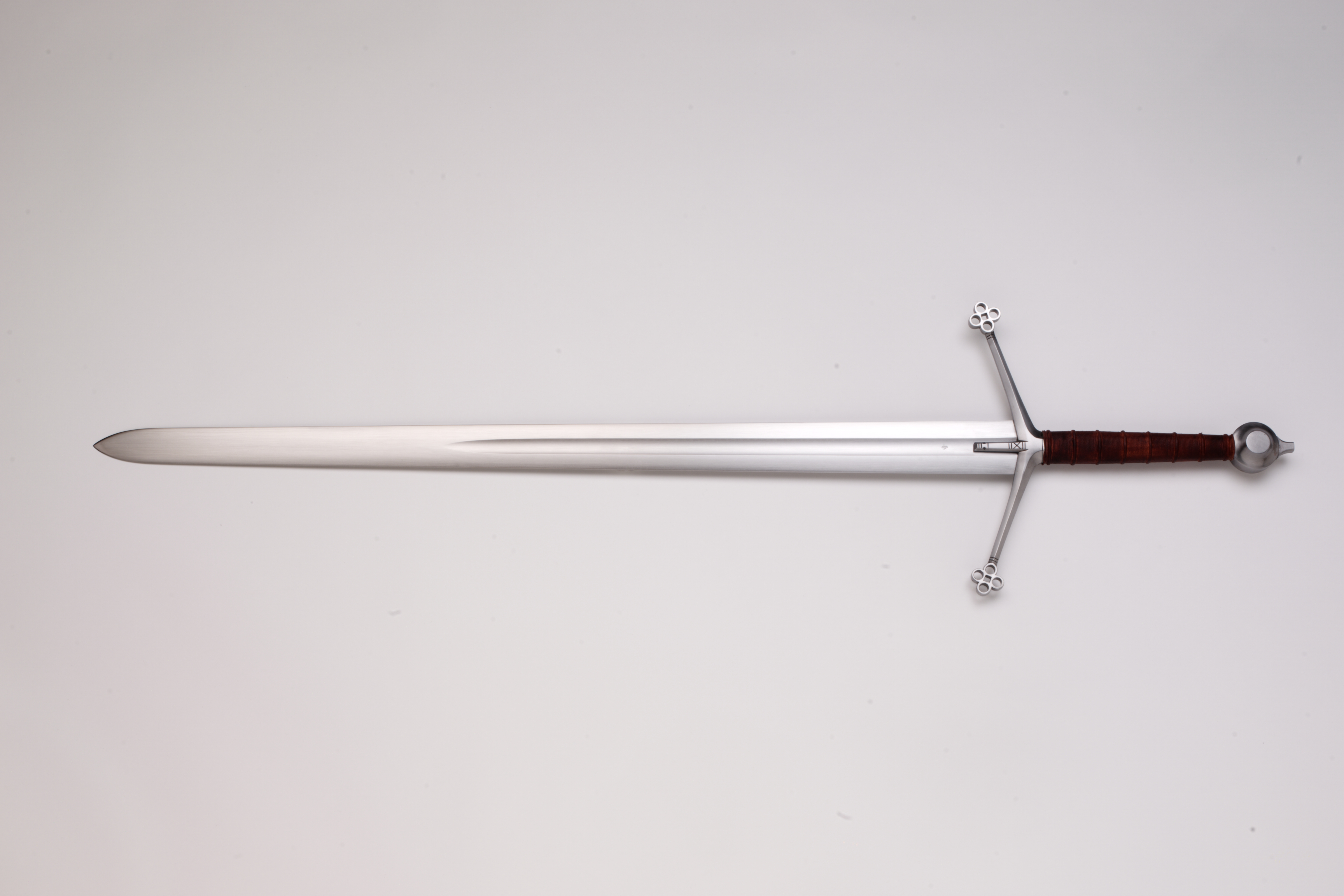
蘇格蘭闊刃大劍

蘇格蘭闊刃大劍（英語：Claymore，意為「大劍」），为中世纪至近代期间，苏格兰军队用的一种大剑。是雙手劍之一種，盛行於15世紀至18世紀的西歐。為蘇格蘭之精銳部隊蘇格蘭高地人（highlander）所使用而知名。

## 特徵
其特征是刀刃开阔，且剑柄两端有四叶草形的装饰。属于重量较轻的双手剑，常见剑长120cm，重3kg。
大小不一，約一至二公尺長，二至四點五公斤重，闊刃式劍身，造型單純，劍柄呈十字形。護手朝鋒部傾斜，頂端則以四枚金屬圓形排列的塞爾特式圖騰裝飾，作為其特色。

## 外部連結
- Basket-hilted Claymore